# Андриянов, Сергей Никифорович
Серге́й Ники́форович Андрия́нов (13 февраля 1925, Московская область — 17 апреля 1980, Москва) — советский военнослужащий, подполковник Советской армии, участник Великой Отечественной войны. Полный кавалер ордена Славы. В годы войны — пулемётчик 598-го стрелкового полка 207-й стрелковой дивизии 3-й ударной армии 2-го Прибалтийского фронта.

## Биография
Родился 13 февраля 1925 года в деревне Федотово ныне Дмитровского района Московской области. Образование — 7 классов. До начала Великой Отечественной войны работал в местном колхозе «Доброволец».
С 1943 года — рядовой Красной Армии. В сражениях на полях Великой Отечественной войны принимал участие с августа 1943 года в качестве пулемётчика 598-го стрелкового полка 207-й стрелковой дивизии. 19 января 1944 года награждён медалью «За отвагу» за то, что в бою уничтожил 10 противников, чем способствовал дальнейшему продвижению стрелковых рот.
Через год после того, как попал на фронт, 13 июля 1944 года у деревни Терешково Себежского района Псковской области Сергей Никифорович уничтожил 15 вражеских солдат, после чего вынес с поля боя раненого командира. За это сражение указом Президиума Верховного Совета СССР от 17 июля 1944 года ефрейтор Андриянов награждён орденом Славы 3-й степени.
В следующий раз отличился через год уже в боях на территории Германии. 16 апреля 1945 года у населённого пункта Ной-Барним (район Бранденбург) Сергей Никифорович вывел из строя вражеский пулемет и лично уничтожил пять противников. 19 апреля вместе со своим взводом отбил немецкую контратаку. За эти сражения рядовой Андриянов был представлен к награждению орденом Славы 2-й степени. Но перед тем, как его наградили, рядовой ещё раз отличился уже в боях на улицах Берлина. 1 мая 1945 года Сергей Никифорович в числе первых проник в здание имперского театра в Берлине. Лично уничтожил 7 противников и вместе с группой удерживал захваченные позиции до подхода основных сил. За этот подвиг снова был представлен к награждению орденом Славы 2-й степени.
Указом Президиума Верховного Совета СССР от 16 мая 1945 года награждён орденом Славы 2-й степени. Спустя 10 дней указом Президиума Верховного Совета СССР от 26 мая 1945 года Сергей Никифорович Андриянов снова был награждён орденом Славы 2-й степени. После войны продолжил службу в комитете государственной безопасности. В 1950 году было произведено перенаграждение. Указом Президиума Верховного Совета СССР от 22 июля 1950 года Андриянов перенаграждён орденом Славы 1-й степени.
После войны окончил 10 классов средней школы рабочей молодежи № 7 в Москве. Служил в органах государственной безопасности. В 1978 году подполковник Андриянов вышел в запас. Жил в Москве и работал инженером во Всесоюзном научно-исследовательском институте биологических исследований.
Умер 17 апреля 1980 года. Похоронен на Митинском кладбище Москвы (участок № 17).

## Награды
- орден Славы I степени — 22 июля 1950 года (орден № 1683)[1];
- орден Славы II степени — 16 мая 1945 года (орден № 2993)[1];
- орден Славы III степени — 17 июля 1944 года (орден № 84603)[1];
- орден Красного Знамени[1];
- медаль «За отвагу»[3];
- медаль «За боевые заслуги»[4].